# Alain Israël
Alain Israël, né le 13 juin 1949 à Neuilly-sur-Seine, est un chercheur français, directeur de recherche émérite au CNRS depuis 2014, et professeur de classe exceptionnelle à l’Institut Pasteur. Il est membre de l'Académie des sciences.

## Biographie
Après des études à l’université Paris VII, il soutient une thèse en virologie à l’université de Lyon en 1980, suivie de trois années de stage postdoctoral à l’université Stanford, chez Stanley Cohen. En 1983, il rejoint le laboratoire dirigé par Philippe Kourilsky à l’Institut Pasteur. En 1992, il prend la direction de l’unité de signalisation moléculaire et activation cellulaire à l’Institut Pasteur.

## Travaux scientifiques
Les recherches menées par Alain Israël et son équipe depuis plus de vingt ans ont pour objet principal la compréhension l’étude des mécanismes de signalisation cellulaire dans des cellules de mammifères, en se concentrant essentiellement sur 2 voies de signalisation : la voie NF-kB et la voie Notch.
Parmi ses principales découvertes on peut citer :
- Clonage de la première sous-unité de NF-kB en 1990[1]
- Clonage de NEMO, la sous unité régulatrice principale de la voie NF-kB[2]
- Identification de la première maladie génétique liée à un défaut de la voie NF-kB (en collaboration)[3]
- Identification de la première maladie génétique liée à un défaut du complexe d’ubiquitination LUBAC (en collaboration)[4]
- Caractérisation du mode d’activation de la voie Notch : 1) clivages successifs du récepteur Notch[5],[6] 2) le récepteur clivé est transporté dans le noyau où il co-active directement ses gène-cibles[7]

Le Professeur Alain Israël est auteur de plus de 150 publications scientifiques dans des journaux de renommée internationale

## Principales distinctions
- Il est nommé Directeur de l’Évaluation Scientifique à l’Institut Pasteur en 2000[9].
- Il est membre de l’EMBO depuis 2000.
- Il est membre de l’Academia Europaea depuis 2000[10].
- Il est nommé membre de l’Académie des Sciences en 2004 dans la section Biologie Moléculaire et Cellulaire - Génomique[11].
- Il est nommé chevalier de la Légion d'honneur en 2008[12].
- Il a fait partie du Conseil Scientifique du CNRS de 2010 à 2014.